# Trachylepis wrightii
Trachylepis wrightii é uma espécie de réptil escamado da família Scincidae. Apenas pode ser encontrada nas Seychelles.
Os seus habitats naturais são: florestas secas tropicais ou subtropicais e matagal árido tropical ou subtropical.